# Mairi McDonald
Pour les articles homonymes, voir McDonald.
Pas d'image ? Cliquez ici

a Compétitions nationales et continentales officielles uniquement.

b Matchs officiels uniquement.
Dernière mise à jour le 1 juin 2025.
Mairi McDonald, née le 25 novembre 1997 à Glasgow (Écosse), est une joueuse internationale écossaise de rugby à XV évoluant au poste de demi de mêlée.

## Biographie
Mairi McDonald naît le 25 novembre 1997 à Glasgow en Écosse.
En 2022, elle évolue en club au Hillhead Jordanhill RFC. Elle compte huit sélections en équipe d'Écosse quand elle est retenue en septembre 2022 pour disputer la Coupe du monde en Nouvelle-Zélande sous les couleurs de son pays.
En 2023, alors qu'elle joue désormais au sein des Exeter Chiefs, elle remporte la première édition du WXV avec l'équipe d'Écosse, dans la deuxième poule,.